# 吉田賢
吉田 賢（よしだ まさる、1960年5月2日 - ）はフリーアナウンサー。2025年5月末日をもって定年退職するまでは日本放送協会 (NHK) のアナウンサーであった。

## 来歴
広島県尾道市で出生の後、親の仕事の関係から日本各地を転々とした。熊本県立熊本高等学校を経て早稲田大学商学部を卒業後、1983年にNHKに入局した。
1987年秋場所から　定年退職前最後となる2025年夏場所まで37年半にわたり大相撲中継を担当し。初日・中日・千秋楽の実況を務めることも多く、藤井康生、刈屋富士雄とともに平成相撲史の節目節目で実況を担当。好角家として知られるデーモン小暮閣下が2006年初場所の中日にゲスト出演した際には、中入り後の実況を担当した。
しかし2013年頃から出演機会が減少し、場所中に一度幕内実況を務める程度になっていたが、2015年6月の異動で東京に復帰し、復帰後初めての東京場所である9月場所では7年ぶりに初日の実況を担当した。
2025年5月の誕生日で65歳となり、夏場所14日目のラジオ実況がNHKでの最後の大相撲実況となった。同月末日をもってNHKを定年退局後、翌6月より個人事務所を開設、フリーアナウンサーとなった。フリーアナウンサーとしての最初の仕事は、同月1日、NHKアナウンサーには務められない元小結・阿武咲の断髪式司会となった。

### 吉田が関わった大相撲の「節目」
※テレビ・ラジオの別はここでは不問。
- 2000年夏場所7日日、朝ノ霧と千代白鵬で朝ノ霧の不浄負けの一番
- 2003年初場所中日、横綱貴乃花の現役最後の一番
- 2005年九州場所14日目、横綱朝青龍の7連覇達成・年6場所制覇・年間最多勝更新
- 2007年夏場所千秋楽、大関白鵬が朝青龍を上手出し投げで破り、全勝優勝で横綱昇進を確実なものにした。
- 2008年夏場所14日目、大関琴欧洲の欧州出身力士としての初優勝
- 2010年夏場所千秋楽、大関魁皇の通算1000勝達成
- 同年九州場所2日目、横綱白鵬の連勝記録が「63」でストップ
- 2017年初場所千秋楽、大関稀勢の里横綱昇進を確定的とする白鵬戦での白星で14勝1敗
- 2019年夏場所14日目、平幕朝乃山が大関豪栄道を寄り切って令和1人目の幕内最高優勝

## 担当番組

### NHK時代の担当番組
- スポーツ中継（大相撲中継、高校野球中継[3]、メジャーリーグ中継、ロードレース（英語版）中継など）
- FMリクエストアワー（帯広局時代）
- とかちフレッシュガイド
- きょうの北海道
- サンデースポーツ（1991年4月 - 1993年3月）
- ニュースいちばん静岡
- ゆうがたチャンス！（1999年4月 - 2000年3月、名古屋局時代）
- それいけ!民謡うた祭り - 司会
- 北京オリンピック中継（2008年8月、高校野球中継期間の終了後に担当） - 深夜帯進行
- 京都放送局アナウンス統括
- 京都ニュース845（京都局時代）-キャスター（不定期）
- ニュース630 京いちにち（京都局時代）-編集責任者
- ぐるっと関西おひるまえ・京都（京都局時代）-編集責任者
- 京都放送局制作番組の編集責任者
- Generation H - 2011年6月24日の生放送スペシャルでは、番組キャラクターのエッジくんとどーもくんによる3番勝負（細道渡り、綱引き、玉入れ）の実況と開始合図の笛吹きを務めた（札幌局異動後最初の番組出演）[7]。2011年12月3日には「ほっかいどう穴場ハンター」に出演。この日の放送は、吉田の初任地でもある帯広とその周辺を取り上げていた。
- NHKニュース おはよう北海道（札幌局時代） - キャスター[8]
- ロンドンオリンピック中継（2012年7月25日 - 28日、NHK BS1） - 深夜帯進行
- ひるいろ（大分局時代） - 編集責任者
- いろどりOITA（大分局時代）-編集責任者及び大相撲解説
- ニュース845おおいた（大分局時代）-キャスター（不定期）
- 大分放送局アナウンス統括
- 大分県のニュース
- 大分局制作番組の編集責任者
- 東海3県・東海北陸のニュース（勤務経験のある名古屋放送局の応援要員、2023年6月2日 - 4日）
- お好み845／広島県・中国地方のニュース（勤務経験のある広島放送局の応援要員、2024年8月27日 - 28日）
- 大相撲どすこい研